# Coprinellus hiascens
Coprinellus hiascens là một loài nấm trong họ Psathyrellaceae. Nó được miêu tả đầu tiên là Agaricus hiascens bởi nhà nấm học Elias Magnus Fries năm 1821, sau đó được xếp vào chi Coprinellus năm 2001.